# Micrura albida
Micrura albida är en djurart som tillhör stammen slemmaskar, och som beskrevs av Addison Emery Verrill 1879. Micrura albida ingår i släktet Micrura och familjen Lineidae. Inga underarter finns listade i Catalogue of Life.
Micrura albida är endast känd från djup på 60–280 m bestående av lerbottnar. Den lever i genomskinliga rör av hårt slem. Masken finns utanför den östra kusten i Maine och Massachusetts, men inte finns söder om Cape Cod. Dess inre morfologi aldrig har undersökts.